# Moho d'Oahu
El moho d'Oahu o ‘ō‘ō de Oahu (Moho apicalis) és una espècie d'au extinta del gènere Moho. Es considerava anteriorment com a membre de la família Meliphagidae però va ser transferida a Mohoidae. Era endèmica dels boscos muntanyosos de la illa d'Oahu.

## Descripció
Els mascles aconseguien una longitud de fins a 30,5 cm. Les ales feien de 10,5 a 11,4 cm de llarg, i el tars de 3,4 a 3,8 centímetres. Les femelles eren de mida més petita que els mascles.

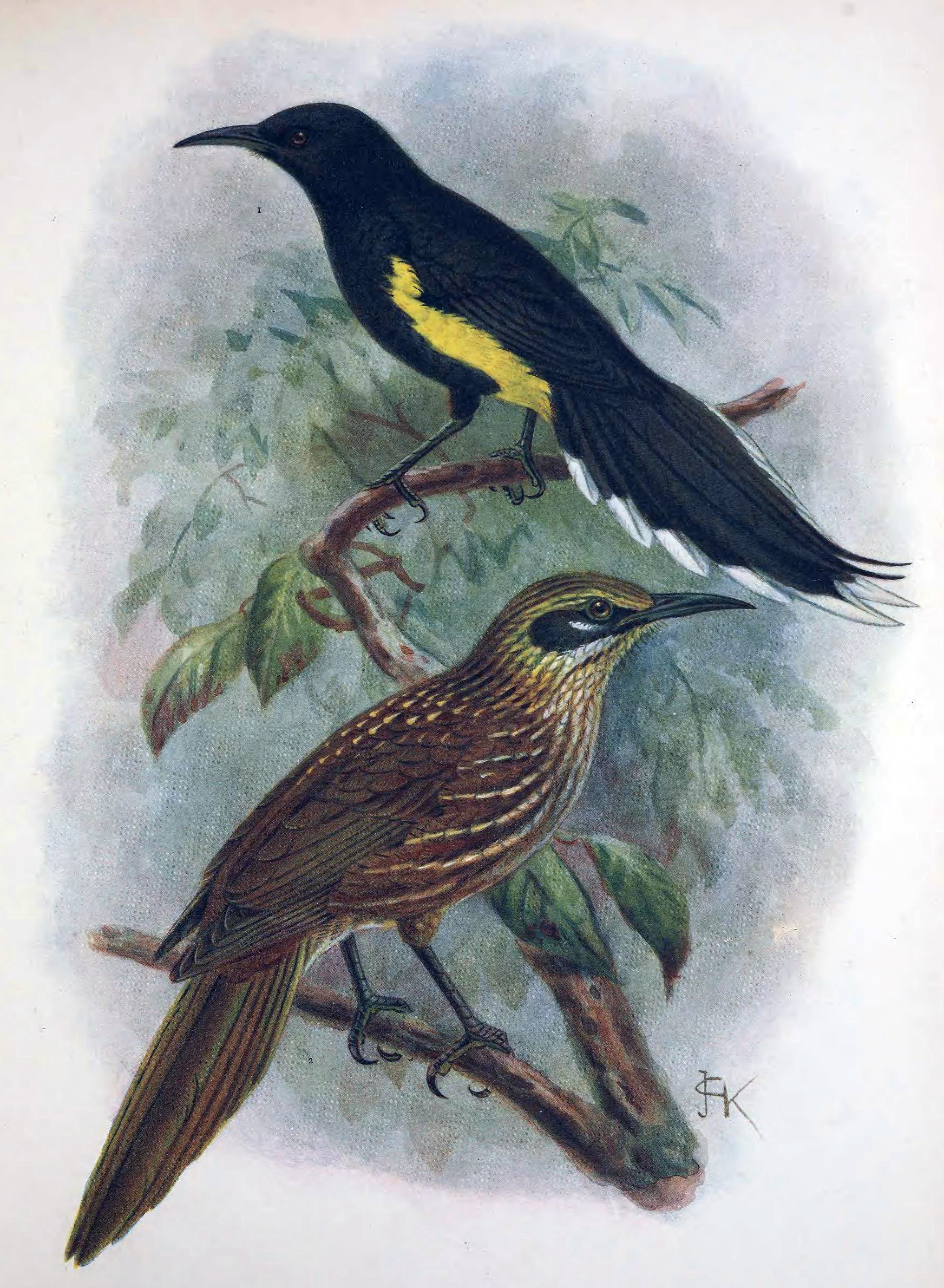
Moho apicalis i Chaetoptila angustipluma

El plomatge era predominantment negre sutge. Les plomes de la cua eren de color marró i tenien (amb excepció de les plomes centrals de la cua) les puntes blanques. Una altra de les seves característiques eren els plomalls de plomes blanques sota l'axil·lar. Els flancs i les cobertores eren de color groc profund.
El bec i el tars eren de color negre.

## Extinció
L'au va ser esmentada per primera vegada per Andrew Bloxam. Durant la seva visita a les illes de Hawaii el 1825 com a naturalista a bord de l'HMS Blonde, va veure aus vives portades a ell pels vilatans. Se'n conserva una mostra obtinguda. Ell va escriure al seu diari (no publicat fins molt temps després): «són molt escassos a totes les illes. No en vaig veure ni un en les diferents excursions que vaig realitzar, i els nadius van demanar un elevat preu pels pocs que van portar». Bloxam va identificar erròniament aquests ocells com l'espècie que ara es diu Moho nobilis.
John Gould va nomenar i descriure científicament l'au el 1860, quan ja era considerat desaparegut des de feia 23 anys. L'última evidència fiable era una col·lecció de prop de tres aus del naturalista alemany Ferdinand Deppe el 1837. Ell va trobar aquests espècimens als turons prop de la capital Honolulu.
Després dels estudis, dirigits per l'ornitòleg Robert C. L. Perkins, no es va aconseguir trobar cap au entre 1880 i 1890, i va ser classificada com a gairebé extinta. Actualment hi ha set exemplars a les col·leccions dels museus de Berlín, Londres, Nova York i Cambridge.
Les raons de la seva extinció van ser probablement les malalties aviars causades per mosquits introduïts, la destrucció de l'hàbitat pel bestiar boví i cabrum, la desforestació, la depredació per rates introduïdes, i la caça (el seu plomatge era utilitzat en els vestits de la noblesa de Hawaii).